# Drakeo the Ruler
Дэррелл Колдуэлл (англ. Darrell Caldwell; 1 декабря 1993 — 19 декабря 2021), более известный под псевдонимом Drakeo the Ruler — американский рэпер и автор песен из Лос-Анджелеса, Калифорния. Он был известен своим уникальным стилем, а также «странно выразительным, поэтическим выбором слов», благодаря чему в Los Angeles Times назвали его «самым оригинальным рэпером Западного побережья за последние десятилетия».

## Ранняя жизнь
Колдуэлл родился 1 декабря 1993 года и вырос в Южном Лос-Анджелесе в семье матери-одиночки. Он учился в средней школе Вашингтона. Состоял в банде Rollin 100’s Crips.

## Проблемы с законом
В январе 2017 года Колдуэлл был арестован полицией Лос-Анджелеса, когда полиция совершила налёт на квартиру, где Дэррелл регулярно снимал музыкальные клипы. Впоследствии он содержался в тюрьме по обвинению в незаконном хранении огнестрельного оружия. Он был освобождён в ноябре.
В марте 2018 года его снова арестовали, на этот раз по обвинениям в убийстве первой степени, покушении на убийство и заговоре с целью убийства. Обвинения возникли в результате стрельбы в декабре 2016 года в Карсоне, штат Калифорния, в результате которой один человек был убит и двое получили ранения. Ему грозило пожизненное заключение.
25 июля 2019 года он был оправдан по делу в убийстве в здании суда Комптона. Однако окружной прокурор решил пересмотреть обвинения в сговоре с преступной группировкой и стрельбе из автомобиля в августе. Дата суда над ним была назначена на 3 августа 2020 года. Находясь в заключении, он записал микстейп Thank You for Using GTL, который Pitchfork назвал «вероятно, величайшим рэп-альбомом, когда-либо записанным из тюрьмы». Рэпер был освобождён из тюрьмы в ноябре 2020 года после того, как окружная прокуратура предложила ему сделку.

## Смерть
Колдуэлл получил ножевое ранение при попытке разнять драку, которая вспыхнула за кулисами около 20:30 18 декабря 2021 года во время концерта Once Upon a Time in LA. В 20:40 рэпера доставили в ближайшую больницу в тяжёлом состоянии. Snoop Dogg отменил своё выступление вскоре после инцидента, в результате чего мероприятие было полностью отменено. Рэпер был объявлен мёртвым 19 декабря 2021 года.
Родственники убитого рэпера заявили, что не могли оплатить похороны и просили суд предоставить доступ к счетам музыканта, чтобы зарезервировать место и оплатить прощание с исполнителем.
Брат погибшего подал в суд на Снуп Догга, как на одного из организаторов фестиваля Once Upon a Time in LA. Брат считает, что руководство фестиваля не обеспечило необходимый уровень безопасности.

## Дискография
Студийные альбомы
- The Truth Hurts (2021)
- Keep the Truth Alive (2022)

Микстейпы
- I Am Mr. Mosely (2015)
- I Am Mr. Mosely 2 (2016)
- So Cold I Do Em (2016)
- Сold Devil (2017)
- Free Drakeo (2020)
- Thank You for Using GTL (совместно с JoogSZN) (2020)
- We Know the Truth (2020)
- Because Y’all Asked (2020)
- Ain’t That the Truth (2021)
- So Cold I Do Em 2 (2021)